# شهرستان اپوماتوکس
شهرستان اپوماتوکس (به انگلیسی: Appomattox County) یک منطقهٔ مسکونی در ایالات متحده آمریکا است که در ویرجینیا واقع شده‌است. شهرستان اپوماتوکس ۸۶۷٫۶۵ کیلومتر مربع مساحت و ۱۴٬۹۷۳ نفر جمعیت دارد.